# Louise Conring
Louise Martine Laurette Conring (* 1. März 1824 in Rungsted/Dänemark; † 1. April 1891 in Frederiksberg/Dänemark) war eine dänische Krankenschwester, Diakonisse und Oberin der Diakonissenstiftung Kopenhagen.
Louise Conring war die Tochter des Oberleutnants Georg Carl Conring und dessen Ehefrau, Christiane Conring, geborene Bræm. Sie war ein schwächliches Kind und erhielt deshalb überwiegend Hausunterricht. Der Vater wurde beruflich mehrfach versetzt, was eine gewisse Unruhe in die Kindheit und Jugendzeit von Louise Conring brachte. Eine der beruflichen Stationen war Neustadt in Sachsen. Hier lernte Conring die Arbeit von Amalie Sieveking kennen, von der sie beeindruckt war. 
Nach der Rückkehr nach Kopenhagen trat Conring dem Pflege- und Kinderbetreuungsverband (Børneflejeforening) der dänischen Königin Caroline Amalie von Schleswig-Holstein-Sonderburg-Augustenburg bei. 1855 wurde sie zur Direktorin des Verbands ernannt und war nun zuständig für das Wohl von 400 Kindern. Sie war die erste Frau in Dänemark, der eine solche Ernennung zuteilwurde. Durch diese Tätigkeit kam Conring in Kontakt mit Prinzessin Louise, der späteren Königin von Dänemark. 1861 wollte Prinzessin Louise eine Diakonissenanstalt nach Kaiserswerther Vorbild auch in Kopenhagen eröffnen und dachte dabei an Conring als Oberin. Conring absolvierte Schulungen bei Theodor Fliedner und Friederike Fliedner in Kaiserswerth sowie bei Franz Härter im Diakonissenhaus Straßburg. 
Am 26. Mai 1863 nahm das Diakonisseninstitut als Stiftung unter Conrings Führung seine Arbeit in Kopenhagen auf. Das Mutterhaus befand sich in Frederiksberg, damals noch außerhalb von Kopenhagen gelegen. Conring begann ihre Arbeit mit vier Diakonissen. Nach zwei Jahren waren es bereits 17 Diakonissen, die 63 Patienten versorgten. Die Mutterhauskonzeption entsprach der damals üblichen Konzeption, allerdings waren im Vorstand zwei Frauen. Dies wiederum war eher unüblich für die damalige Zeit. Unterstützung erhielt Conring vom Pfarrer der Garnisonskirche, Nicolai Gottlieb Blædel, und dessen Ehefrau Henriette. Conring war eine eifrige Spendensammlerin für die Anliegen des Mutterhauses. Ihre Nachfolgerin wurde nach ihrem Tod die Diakonisse Mette Sophie Zahrtmann. Deren Nachfolgerin wiederum war Victoria Jensen. 

## Belegstellen
1. ↑  Danmarks Nationalleksikon:  Louise Conring.
2. ↑  Danks Kvindebiografisk Lexikon:  Louise Conring.
3. ↑  Gravsted DK: Louise Martinie Laurette Conring.
4. ↑  Christine Auer: Conring, Louise Martine Laurette (1824–1891) In: Hubert Kolling (Hrsg.): Biographisches Lexikon zur Pflegegeschichte „Who was who in Nursing history“. Band 11. hpsmedia, Hungen 2025, S. 22–23.

| Personendaten    | Personendaten                                                       |
| ---------------- | ------------------------------------------------------------------- |
| NAME             | Conring, Louise                                                     |
| ALTERNATIVNAMEN  | Conring, Louise Martine Laurette; Conring, Louise Martinie Laurette |
| KURZBESCHREIBUNG | dänische Krankenschwester, Diakonisse und Oberin                    |
| GEBURTSDATUM     | 1. März 1824                                                        |
| GEBURTSORT       | Rungsted, Dänemark                                                  |
| STERBEDATUM      | 1. April 1891                                                       |
| STERBEORT        | unsicher: Frederiksberg, Dänemark                                   |